# 畢嘉台
畢嘉台（1956年7月30日—）、逢甲大學商學博士、前中華民國總統行政專機空軍一號座艙長、欣嘉石油氣股份有限公司總經理兼發言人、大學教授。

## 生平
畢嘉台是台灣外省人第二代，父親在南京及上海等地從事教書工作，之後因國共內戰而隨軍來台，在台灣擔任法院書記官及稅捐稽徵處稅務員的職務，畢嘉台1956年出生新竹市，畢業於空軍機械學校常備士官班，1973年畢業分發至臺中水湳機場空軍二指部擔任飛機修護士，隔年調至空軍松山基地指揮部修護中隊。
1979年調至中華民國總統行政專機於空軍一號擔任空勤空服員，同時亦為中華民國總統行政專機空軍一號座艙長，先後為多位元首蔣經國、李登輝、陳水扁三位總統效力長達近30年，獲頒多座勳獎章並榮膺國軍楷模殊榮，工作表現深獲總統賞識。
服役過程中仍不忘進修依序取得中華技術學院企管系學士，實踐大學企業創新發展研究所碩士等學位。
2008年卸下軍職後歷任鴻海科技集團郭台銘董事長特別助理兼專機座艙長，思薇爾公司副總經理，皇茂生物科技有限公司副總經理等職務。
2016年完成逢甲大學商學院經營管理組博士學位。
2017年退撫會訂下重用高學歷低階軍士官的政策方針，從龐大的退除役官兵學人資料庫中，篩選出具備碩、博士學位且學有專精具有經營管理專業的人，畢嘉台有一些民間的歷練，及管理專長的他成為最佳人選，而順利在2018年擔任退撫會旗下事業欣嘉石油氣股份有限公司總經理兼發言人一職，是退輔會有史以來首位由國軍退役士官擔任轉投資高階職務的第一人。
2021年3月28日，前總統陳水扁在主持的廣播節目《有夢上水》邀請畢嘉台，分享在總統專機28年座艙長服務過3位總統的經驗，及從空軍機械學校畢業後，軍旅過程的發展及退役後的豐富經驗，最後是怎麼唸到60歲完成博士學位的勵志故事。另外前總統陳水扁於廣播節目中表示；2006年出訪帛琉期間，被媒體報導自己用空軍一號載了4千萬美金打算赴海外洗錢。但過去負責空軍專機空服的前空軍士官長畢嘉台駁斥「空軍一號」洗錢說，畢嘉台表示；空軍一號的行李都要經過嚴格檢查，也要過X光機，那一箱一箱上機的不是美金，而是隨行媒體的攝影器材，上機前我親自檢查拿上飛機的，檢查原因為確保沒有炸彈等安全疑慮。
2021年07月30日畢嘉台於欣嘉公司總經理任期屆滿退休。
現專職中華科技大學航空機械系助理教授，國立虎尾科技大學企業管理系助理教授等職務，持續從事學術及教學工作。

## 企管專業
- 管理學
- 組織行為
- 消費者行為[11]

## 榮譽
- 中華民國國軍楷模